# آکادمی ارتش امپراتوری ژاپن

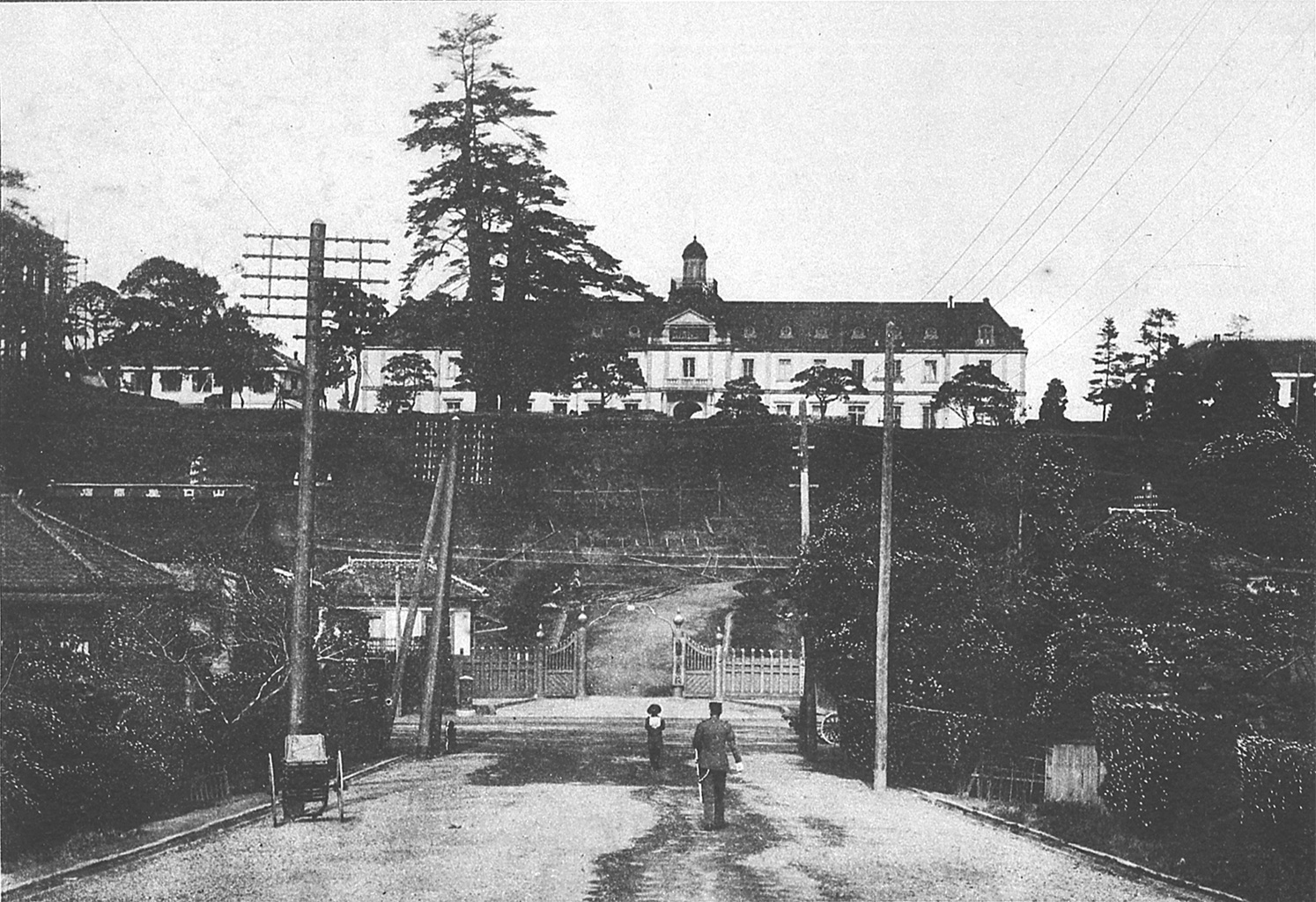
آکادمی ارتش امپراتوری ژاپن در توکیو در سال ۱۹۰۷

آکادمی ارتش امپراتوری ژاپن (به ژاپنی: 陸軍士官学校, Rikugun Shikan Gakkō) مدرسه آموزش افسری برای نیروی زمینی امپراتوری ژاپن بود. برنامه این آکادمی شامل یک دوره ابتدایی برای فارغ‌التحصیلان مدارس محلی دانش آموختگان ارتش و برای کسانی که چهار سال دوره راهنمایی را گذرانده بودند، و یک دوره ارشد برای نامزدهای افسری بود.